# Luigi Ferdinando Marsili
Luigi Ferdinando Marsili (10. července 1658 Bologna – 1. listopadu 1730 tamtéž) byl italský přírodovědec a důstojník.
Pocházel ze šlechtické rodiny, jeho bratrem byl biskup v Perugii Anton Felice Marsili. Díky rodinnému bohatství získal kvalitní vzdělání, mj. byl žákem Marcella Malpighiho. V roce 1671 prozkoumal Campi Flegrei, v roce 1679 se zúčastnil diplomatické mise do Konstantinopole a napsal vědeckou práci o vodním režimu Bosporu. V knize Bevanda asiatica se zabýval kávou a jejími účinky na lidský organismus.
V letech 1682 až 1704 sloužil v císařském vojsku. Dva roky prožil v tureckém zajetí a stal se odborníkem na osmanské válečnictví. Zúčastnil se obléhání Budína v roce 1686 a po uzavření karlovického míru působil v komisi vytyčující novou hranici mezi habsburskými a osmanskými državami. Dosáhl hodnosti plukovníka, avšak musel armádu opustit poté, co nedokázal zabránit pádu města Breisachu do francouzských rukou.
Po odchodu z habsburských služeb se zaměřil na terénní přírodovědecký výzkum, podnikl výpravy do Provence, ke Gardskému jezeru a do povodí Dunaje, kde pořizoval mapy a sbíral zkameněliny. Jeho kniha Histoire physique de la mer (1725) byla průkopnickým dílem v oboru oceánografie. Věnoval se také studiu alkoholového kvašení a vyvrátil domněnku, že houby jsou produktem hniloby. Zasloužil se o založení boloňské akademie věd, které věnoval své sbírky a financoval tiskárnu odborných knih. Byl členem Královské společnosti a Francouzské akademie věd.
Je po něm pojmenována podmořská sopka Marsili a rod kapradin marsilkovité.